# 프랜시스 매리언

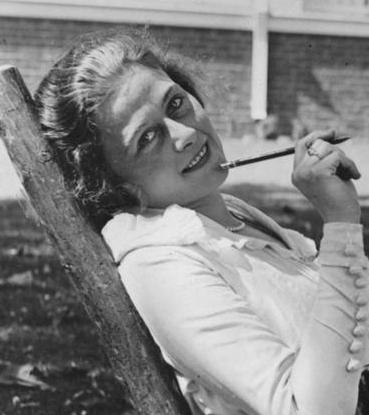

프랜시스 매리언(Frances Marion, 1888년 11월 18일 ~ 1973년 5월 12일)은 미국의 언론인, 작가, 영화 각본가로 알려져 있다. 2개의 아카데미상을 받은 최초의 작가이다.

## 생애
매리언은 캘리포니아주 샌프란시스코에서 태어났고, 부모는 Len Owens와 Minnie Benson이다. 언니는 Maude이고 남동생은 Len이다. 매리언이 10살 때 부모는 이혼했으며 그 뒤 어머니와 함께 살았다. 12세의 나이로 학교를 그만두고, 샌머테이오의 학교로 전학을 간 뒤 16세의 나이에 샌프란시스코의 아트 스쿨로 전학했다. 이 학교는 1906년 지진에 의해 붕괴되었다.